# L'Aldea
Pour les articles homonymes, voir Aldea.
L'Aldea est une commune de la province de Tarragone, en Catalogne, en Espagne, de la comarque de Baix Ebre